# براندون ويست
براندون ويست (بالإنجليزية: Brandon West)‏ هو لاعب كرة القدم الكندية أمريكي، ولد في 8 سبتمبر 1987 في برونزويك في الولايات المتحدة.

## وصلات خارجية
- براندون ويست على موقع JustSportsStats.com (الإنجليزية)